# Gauche communiste germano-hollandaise
La gauche communiste germano-hollandaise est un courant politique marxiste né au sein du mouvement communiste international, et principalement constitué par le Parti communiste ouvrier d'Allemagne (KAPD) et le Parti communiste ouvrier des Pays-Bas (KAPN). 

## Histoire
Les deux principaux théoriciens de ce courant sont Anton Pannekoek et Herman Gorter, tous deux hollandais mais dont l'influence est très importante au sein du Parti communiste d'Allemagne (KPD) fondé à la fin de 1918 principalement par Rosa Luxemburg et Karl Liebknecht. Dans un premier temps, ce courant s'inscrit pleinement dans le mouvement communiste mondial. Mais rapidement, ce courant entre en désaccord avec certaines des orientations de l'Internationale communiste (IC), notamment sur « la question syndicale » et sur « la question parlementaire ». La gauche germano-hollandaise considère que les syndicats, qui au cours de la Première Guerre mondiale ont apporté de façon massive leur soutien à l'Union nationale, sont devenus des organes de la classe dominante qu'il est impossible de reconquérir pour en faire des instruments de la classe ouvrière. En ce sens, elle rejette la politique de l'IC appelant les communistes à faire un travail au sein des syndicats, même les plus réactionnaires, afin d'en disputer la direction aux éléments réformistes et vendus à la bourgeoisie ou, au moins, pour toucher le nombre le plus grand possible d'ouvriers. Elle appelle par conséquent les ouvriers à quitter les syndicats et à se rassembler dans les Conseils ouvriers. 
De même, sur la question parlementaire, la Gauche germano-hollandaise rejette la politique dite de « parlementarisme révolutionnaire » préconisée par l'Internationale communiste. Cette politique dénonce le Parlement comme un organe exclusif de la bourgeoisie et réfute l'idée qu'il puisse de quelconque façon servir au renversement de celle-ci, mais elle appelle à une participation aux élections et au Parlement afin de s'en servir comme « tribune » pour toucher les masses ouvrières de même que pour « détruire le Parlement de l'intérieur ».
Lénine a critiqué les positions de la Gauche communiste germano-hollandaise, de même que celles de la Gauche communiste italienne dont le dirigeant le plus connu est Amadeo Bordiga, dans sa brochure La Maladie infantile du communisme (le « gauchisme ») à laquelle répond Herman Gorter dans une Lettre ouverte au camarade Lénine.

## Opposition au léninisme et à la stratégie bolchévique

### Critique du léninisme par Herman Gorter
Pessimiste quant à l'évolution de l'Internationale communiste, Herman Gorter écrit dans son texte « Lettre ouverte au camarade Lénine », en 1920 :
- « L'opportunisme n'a pas été tué ; pas même chez nous. C'est ce que nous constatons déjà dans tous les partis communistes, dans tous les pays. »
- « L'usage s'établira à nouveau de mauvais compromis parlementaires avec les social-patriotes et les bourgeois. »
- « La liberté de parole sera supprimée et de bons communistes seront exclus. »

Ces prédictions seront en effet largement vérifiées.

Anticipant l'éventualité de l'exclusion de l'aile gauche dont il fait partie, et le triomphe de la droite opportuniste, il écrit :

« Lorsque l'opportunisme s'introduit de nouveau avec ses suites désastreuses pour la conscience et la force du prolétariat, c'est là un danger mille fois pire que lorsque la gauche se montre trop radicale. La gauche, même quand elle va trop loin pour une fois, reste toujours révolutionnaire. »

Ou encore :

« La droite opportuniste est vouée à devenir de plus en plus opportuniste, à s'enfoncer de plus en plus dans le marais, et à causer toujours davantage la perte des ouvriers. L'opportunisme est la perte du mouvement ouvrier, la mort de la révolution. C'est à cause de l'opportunisme qu'est survenu tout le mal : le réformisme, la guerre, la défaite et la mort de la révolution en Hongrie et en Allemagne. L'opportunisme est la cause de notre anéantissement. Et il est présent dans la troisième Internationale… »

Cette vision, qui semble très pessimiste en 1921, prend tout son sens au regard de l'émergence progressif du stalinisme.
Enfin, face à la résolution prise par le IIe congrès de l'Internationale, qui exige « une discipline de fer confinant à la discipline militaire », Gorter rejette « la discipline de fer, l'obéissance militaire, la servitude de cadavre dont nous ne voulons pas ».
Par rapport au syndicalisme, il précise : « Comme la "gauche" veut en premier lieu la libération des esprits, et qu'elle croit à l'unité des bourgeois, elle reconnait que les syndicats doivent être détruits et que le prolétariat a besoin de meilleures armes. »
En 1921, il est parmi les fondateurs du Parti communiste ouvrier d'Allemagne : KAPD, puis il rejoint sa Fraction d'Essen et devient un des leaders de l'Internationale Communiste ouvrière (KAI). Sa réponse à Lénine sera publiée en France en 1930 par les Groupes ouvriers communistes. Le KAPD sera exclu peu après de l'Internationale.

Herman Gorter critiquait Lénine sur l'aspect stratégique révolutionnaire consistant en ceci : croire que le modèle d'un parti bolchevique et léniniste effectué à l'Est de l'Europe pouvait s'exporter dans des pays d'Europe de l'Ouest (qui ont un capitalisme bien plus développé que n'était la Russie tsariste) :

« Vous ne devez pas faire cela, camarade. En Europe occidentale nous sommes encore dans le stade de préparation. On devrait plutôt soutenir les lutteurs que les dominateurs. [...] Votre tactique fut certainement remarquable en ce qui concerne la Russie, et c'est par elle que les Russes ont obtenu la victoire. Mais est-ce que cela prouve quelque chose pour l'Europe de l'ouest ? Rien, ou très peu de choses, à mon avis. Nous sommes d'accord en ce qui concerne les soviets, la dictature du prolétariat, comme moyens pour la révolution et l'édification. De même, votre tactique vis-à-vis de l'étranger a été - du moins jusqu'à présent - un exemple pour nous. Mais il en est autrement de votre tactique pour les pays ouest-européens. Et cela est tout naturel. Comment la tactique en Europe orientale et en Occident pourrait-elle être la même ? La Russie est un pays pourvu d'une agriculture tout à fait prépondérante, d'un capitalisme industriel qui n'est qu'en partie hautement développé et reste très petit relativement à l'ensemble. Encore était-il nourri en grande partie par le capital étranger. En Europe de l'ouest, surtout, en Allemagne et en Angleterre, c'est précisément le contraire. Chez vous : vieilles formes du capital subsistant sur la base du capital usurier. Chez nous : prépondérance presque exclusive du capital financier hautement développé. Chez vous : résidus formidables des temps féodaux et pré-féodaux, vestiges même de l'époque des tribus et de la barbarie. Chez nous, surtout en Angleterre et en Allemagne : un ensemble, agriculture, commerce, transports, industrie, dirigé par le capitalisme le plus avancé. Chez vous : restes énormes du servage, paysans pauvres, classe rurale moyenne paupérisée. Chez nous : relations des paysans pauvres eux-mêmes avec la production moderne, transport, technique et échanges ; classes moyennes de la ville et de la campagne, - même les plus basses couches. - en contact direct avec les grands capitalistes. Vous avez encore des classes avec lesquelles le prolétariat montant peut se lier. L'existence seule de ces classes est déjà une aide. Et naturellement la même chose est vraie sur le terrain des partis politiques. Chez nous, rien de tout cela. »

À la fin de sa « Lettre ouverte au camarade Lénine », Herman Gorter résume en 7 principaux points ses différences avec la stratégie de Lénine :
« 
Pour finir, afin de mettre mes appréciation sous une forme aussi brève et ramassée que possible - devant les yeux des ouvriers, qui ont à acquérir une conception claire de la tactique, je les résumerai en quelques thèses.
1. La tactique de la révolution occidentale doit être toute autre que celle de la révolution russe;
2. Car le prolétariat est ici tout seul;
3. Le prolétariat doit donc ici faire seul la révolution contre toutes les classes;
4. L'importance des masses prolétariennes est donc relativement plus grande, celle des chefs plus petite qu'en Russie;
5. Et le prolétariat doit avoir ici les toutes meilleures armes pour la révolution;
6. Comme les syndicats sont des armes défectueuses, il faut les supprimer ou les transformer radicalement, et mettre à la place des organisations d'entreprise, réunies dans une organisation générale;
7. Comme le prolétariat doit faire seul la révolution, et ne dispose d'aucune aide, il doit s'élever très haut en conscience et en courage. Et il est préférable de laisser de côté le parlementarisme dans la révolution.

 »

### Critique du léninisme par Anton Pannekoek

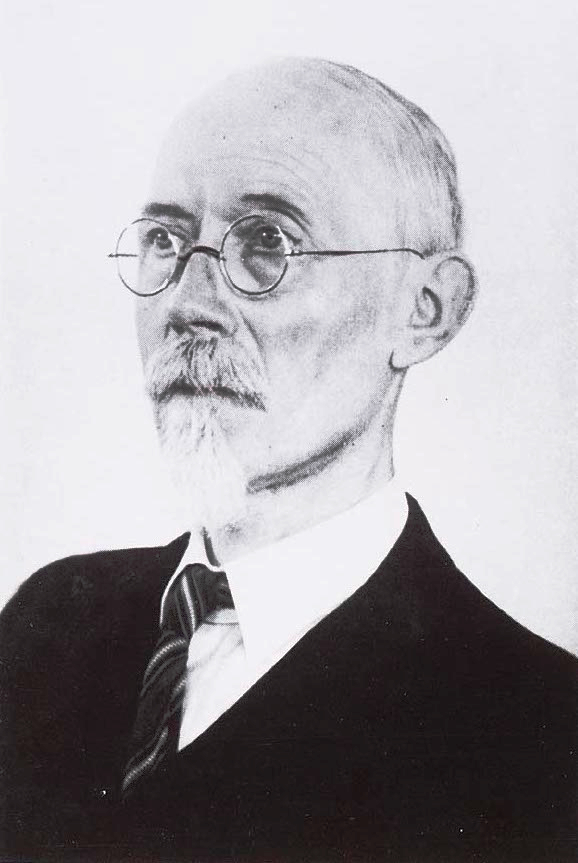
Anton Pannekoek, penseur du communisme de conseils.

Avec 1921 commence l'écroulement du mouvement révolutionnaire. Seuls quelques groupuscules subsistent, comme le Groep van Internationale Communisten (groupe des communistes internationaux) auquel Anton Pannekoek participa.

C'est comme contribution aux activités de ce groupe que Pannekoek écrivit Lénine Philosophe, publié en 1938 sous le nom de J. Harper. Dans cette brochure, non seulement Pannekoek donne son analyse de la révolution russe, mais en critiquant l'ouvrage philosophique de Lénine Matérialisme et empiriocriticisme montre le caractère de matérialiste bourgeois de celui-ci et expose ses propres conceptions du marxisme et de la théorie de la connaissance. Il y critique également fortement la conception du parti du léninisme :
Le système économique de la Russie est le capitalisme d'Etat, appelé là-bas socialisme d'Etat ou même parfois communisme, ou la production est dirigée par une bureaucratie d'Etat sous les ordres de la direction du Parti communiste. Cette bureaucratie d'Etat, les hauts fonctionnaires, qui forment la nouvelle classe dirigeante, dispose directement de la production, donc de la plus-value, alors que les ouvriers ne reçoivent que des salaires, constituant ainsi une classe exploitée. [...] D'après le Parti communiste, une révolution analogue est nécessaire dans les pays capitalistes avancés, la classe ouvrière étant la force active, qui amènera la chute de Ia bourgeoisie et l'organisation de la production par une bureaucratie d'Etat. La Révolution russe n'a pu vaincre que parce que les masses étaient dirigées par un parti bolchevik uni et très discipliné, et parce que dans le parti c'est la perspicacité infaillible et l'assurance inébranlable de Lénine et de ses amis qui montraient à tous la bonne voie. Il faut donc que dans la révolution mondiale, les ouvriers suivent le Parti communiste, lui laissent la direction de la lutte et, après la victoire, le gouvernement; les membres du parti doivent obéir à leurs chefs dans la plus stricte des disciplines. Tout dépend donc de ces chefs du parti capables et qualifiés, de ces révolutionnaires éminents et expérimentés; il est absolument indispensable que les masses croient que le parti et ses chefs ont toujours raison. [...] Le but du Parti communiste - ce qu'il appelle la révolution mondiale - est d'amener au pouvoir, en utilisant les ouvriers comme force de combat, une catégorie de chefs qui pourront ensuite mettre sur pied, au moyen du pouvoir d'Etat, une production planifiée; ce but, dans son essence, coïncide avec le but final de la social-démocratie. [...] Le Parti communiste, bien qu'il puisse perdre du terrain chez les ouvriers, tente de former avec les socialistes et les intellectuels un front uni, prêt, à la première crise importante du capitalisme, à prendre le pouvoir sur les ouvriers et contre eux. Le léninisme et son manuel philosophique servira alors, sous le nom de marxisme, à intimider les ouvriers et à s'imposer aux intellectuels, comme un système de pensée capable d'écraser les puissances spirituelles réactionnaires. Ainsi la classe ouvrière en lutte, s'appuyant sur le marxisme, trouvera sur son chemin cet obstacle : la philosophie léniniste, théorie d'une classe qui cherche à perpétuer l'esclavage et l'exploitation des ouvriers.
Anton Pannekoek publie en 1936 un article intitulé Les conseils ouvriers, où il y expose le rôle crucial des assemblées démocratiques de travailleurs durant un processus révolutionnaire socialiste. Il y critique ainsi l'idée d'une révolution léniniste menée par un parti politique d'avant-garde révolutionnaire et disciplinée.

Les communistes de conseils allemands et hollandais, dont fait partie Anton Pannekoek, critiquent la vision léniniste et bolchevique du parti et de la dictature du prolétariat en Union soviétique dès les années 1920. Anton Pannekoek considère que la dictature du prolétariat s'incarne par les conseils ouvriers. Quand il y a des élections, les élus sont alors des délégués révocables à tout instant (mandat impératif). Les conseils ouvriers, dès le début de la révolution, contribuent au dépérissement de l'État. Pour Pannekoek, les conseils sont en même temps le garant de la montée du communisme dans le processus révolutionnaire. Contrairement à la logique de Lénine optant pour un parti d'avant-garde de professionnels prenant le contrôle de l'appareil d'État, Pannekoek considère que ce qui doit organiser la révolution sous la dictature du prolétariat sont les conseils ouvriers démocratiques :
« L'organisation conseilliste incarne la dictature du prolétariat. Il y a plus d'un demi-siècle, Marx et Engels ont expliqué comment la révolution sociale devait amener la dictature du prolétariat et comment cette nouvelle expression politique était indispensable à l'introduction de changements nécessaires dans la société. Les socialistes qui ne pensent qu'en termes de représentation parlementaire, ont cherché à excuser ou à critiquer cette infraction à la démocratie et l'injustice qui consiste selon eux à refuser le droit de vote à certaines personnes sous prétexte qu'elles appartiennent à des classes différentes. Nous pouvons voir aujourd'hui comment le processus de la lutte de classes engendre naturellement les organes de cette dictature : les soviets [les conseils].
[...]

A partir du moment où le mouvement révolutionnaire acquiert un pouvoir tel que le gouvernement en est sérieusement affecté, les conseils ouvriers deviennent des organes politiques. Dans une révolution politique, ils incarnent le pouvoir ouvrier et doivent prendre toutes les mesures nécessaires pour affaiblir et pour vaincre l'adversaire. Tels une puissance en guerre, il leur faut monter la garde sur l'ensemble du pays, afin de ne pas perdre de vue les efforts entrepris par la classe capitaliste pour rassembler ses forces et vaincre les travailleurs. Ils doivent en outre s'occuper de certaines affaires publiques qui étaient autrefois gérées par l'Etat : la santé et la sécurité publique, de même que le cours interrompu de la vie sociale. Ils ont enfin à prendre la production en main, ce qui représente la tâche la plus importante et la plus ardue de la classe ouvrière en situation révolutionnaire. [...] Et de même, dans la révolution prolétarienne, la nouvelle classe montante doit-elle créer ses nouvelles formes d'organisation qui, petit à petit, au cours du processus révolutionnaire, viendront remplacer l'ancienne organisation étatique. En tant que nouvelle forme d'organisation politique, le conseil ouvrier prend finalement la place du parlementarisme, forme politique du régime capitaliste. [...] Engels avait écrit que l'État disparaîtrait avec la révolution prolétarienne ; qu'au gouvernement des hommes succéderait l'administration des choses. A l'époque, il n'était guère possible d'envisager clairement comment la classe ouvrière prendrait le pouvoir. Mais nous avons aujourd'hui la preuve de la justesse de cette vue. Dans le processus révolutionnaire, l'ancien pouvoir étatique sera détruit et les organes qui viendront le remplacer, les conseils ouvriers, auront certainement pour quelque temps encore des pouvoirs politiques importants afin de combattre les vestiges du système capitaliste. Toutefois, leur fonction politique se réduira graduellement en une simple fonction économique : l'organisation du processus de production collective des biens nécessaires à la société. »
Anton Pannekoek écrit par la suite un livre intitulé Les Conseils ouvriers, publié après la Seconde Guerre mondiale.